# Бій біля Лофотенських островів
Бій біля Лофотенських островів (англ. Action off Lofoten) — морський бій між бойовими кораблями Королівського британського флоту та Крігсмаріне поблизу південного берега Лофотенських островів за часи Другої світової війни. Німецька ескадра під командуванням віцеадмірала Гюнтера Лют'єнса з двох лінійних кораблів «Шарнгорст» та «Гнейзенау» вступили в бій з британською ескадрою адмірала Вільяма Вітворта, що мала лінійний крейсер «Рінаун» та дев'ять есмінців. Після короткої перестрілки між основними кораблями, в якій сторони зазнали ушкоджень, командир німецької ескадри дав команду своїм кораблям відступити з поля бою.

## Історія

### Передумови
9 квітня 1940 року за планом операції «Везерюбунг» розпочалося німецьке вторгнення в Норвегію. Для запобігання будь-якої можливості зриву британцями висадки десанту, командування Крігсмаріне заздалегідь відрядило флотські угруповання під командування віцеадмірала Гюнтера Лют'єнса для захисту конвоїв з військами, що висаджувалися у Нарвіку. Німецька ескадра складалася з лінійних кораблів «Шарнгорст» та «Гнейзенау», важкого крейсера «Адмірал Гіппер» та десяти есмінців. У свою чергу, на основі даних розвідки, британці вислали до берегів Північної Європи ескадру адмірала сера Вільяма Вітворта, що мала перешкодити німецькому доступу до нейтральних норвезьких вод, встановивши міни в рамках операції «Вільфред» та запобігаючи будь-яким німецьким спробам прорватися бойовим кораблям в Атлантичний океан.
7 квітня, незабаром після виходу німецьких сил у відкрите море, кораблі адмірала Лют'єнса атакували британські бомбардувальники, які не завдали шкоди ескадри. 8 квітня «Адмірал Гіппер» та німецькі есмінці були відправлені до Нарвіка, тоді як німецькі лінійні кораблі попрямували на північ для відволікаючого маневру, нібито намагаючись прорватися до Північної Атлантики. Німецький крейсер «Адмірал Гіппер» зіткнувся з британським есмінцем «Глоуворм», який відокремився від основних сил британської ескадри; в результаті морського бою британський ескадрений міноносець затонув, а «Адмірал Гіппер» отримав певну шкоду у відповідь.

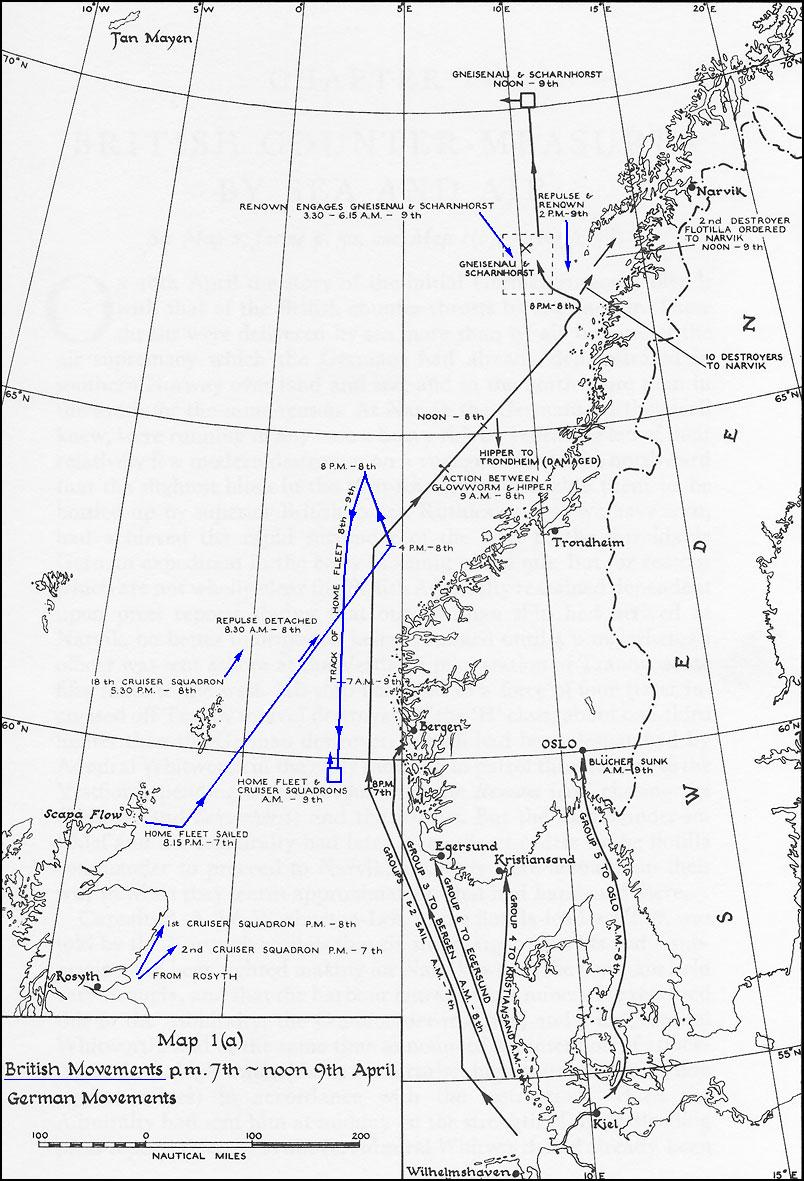
Маневри британського та німецького флотів під час вторгнення до Норвегії з 7 до 9 квітня 1940 року

Британська ескадра адмірала Вільяма Вітворта мала у своєму складі лінійний крейсер «Рінаун» та дев'ять есмінців — чотири типу «H»: «Хотспар», «Гарді», «Хавок» і «Хантер», три типу «I»: «Айвенго», «Ікарус», «Імпалсів» і по одному типу «E» «Еск» та типу «G» «Грейгаунд». Лінійний крейсер 1916 року випуску пройшов у 1936—1939 роках капітальну модернізацію, мав значно полегшену силову установку, посилене бронювання та удосконалене і потужніше озброєння. Корабельна артилерія «Рінаун» складалася з шести 381-мм гармат BL 15 inch Mk I з поліпшеними снарядами із збільшеною дальністю стрільби, а також дванадцяти 102-мм морських гармат BL 4-inch Mk IX. Чотири есмінці «I» та «E» типів були роззброєні перед виконанням завдання для встановлення мінних полів, отже більшість їх стандартного озброєння було вилучено; у них було всього по дві 120-мм гармати. «Грейгаунд» та есмінці H-типу були більш ефективними кораблями, кожний був озброєний вісьмома торпедними апаратами та чотирма 120-мм гарматами QF Mark IX. Також «Гарді», який будувався як лідер есмінців, мав додаткову, п'яту, 120-мм гармату.
Німецька група складалася з двох лінійних кораблів типу «Шарнгорст», кожен з яких мав основну батарею з дев'яти гармат 283-мм гармат SK C/34 головного калібру та допоміжну батарею з дванадцяти 150-мм гармат SK C/28. В умовах зіткнення на коротких дистанціях британські сили переважали, проте на значній відстані гармати есмінців та їхні торпеди не були ефективні, і німецька вогнева міць була більшою. Німецькі лінкори також мали перевагу у швидкості над «Рінауном», маючи максимальну швидкість 32 вузли (59 км/год) у порівнянні з 30 вузлами лінійного крейсера (56 км/год), але були повільнішими, ніж есмінці, які могли рухатися зі швидкістю до 36 вузлів (67 км/год). Таким чином, Лют'єнс явно мав перевагу над старим британським крейсером, водночас він був вразливий для нападу з боку есмінців Вітворта.

### Бій
О 03:50 «Гнейзенау» розпізнав «Рінаун» на своєму радіолокаторі, але не зміг її ідентифікувати, і німецькі кораблі вирушили назустріч. До 04:05 через погані погодні умови жодна із сторін не змогла зайняти вигідну позицію та вступити в бій, оскільки суворе море та погана видимість завадили двом ескадрам наблизитися до вигідного рубежу. Першим відкрив вогонь британський лінійний крейсер, обстрілявши «Гнейзенау» своїми 381-мм гарматами. О 04:11 вогонь у відповідь відкрили німецькі бойові кораблі й «Гнейзенау» здобув два влучення у ворожий крейсер своїми 283-мм снарядами. Однак, обидва снаряди не вибухнули, причому перший влучив у передню частину британського корабля, а другий пройшов через корабель поблизу машинного відділення. Приблизно в той же час «Рінаун» уразив «Гнейзенау» двома снарядами, і невдовзі попав третій снаряд. Пострілами британської артилерії були пошкоджені директорська башта німецького лінкора, передовий далекомір та кормова башта, що була виведена з ладу; також було вражено одну з бокових зенітних гармат. Втім, «Рінаун» переніс свій вогонь на «Шарнгорст», який намагався запуском димової завіси прикрити пошкоджений «Гнейзенау» від вогню противника. Ситуація для німецьких кораблів погіршилася тим, що вони прагнучи уникнути вогню «Рінауна», зазнали ще шкоди через сувору штурмову погоду, обидва мали серйозні проблеми у баштах з електрикою, в результаті чого почалися збої зі стрільбою гармат. Британський лінійний крейсер також зазнав певної шкоди через бурхливе море, виникли проблеми з веденням вогню з його корабельних гармат. До 05:00 він ще вів вогонь, який мав спорадичний характер, а потім у зіткненні утворилася перерва на 20 хвилин через хвилі, що заливали передні башти «Рінауна»; німецькі кораблі у цей час ухилися від бою і намагалися укритися в шторм від переслідування.
О 05:20 бій відновився, кораблі вели вогонь по противнику, але безрезультатно. Оскільки обидва німецькі лінкори були пошкоджені через шторм, «Гнейзенау» втратив башту, а «Шарнгорст» радарний пост, які вийшли з ладу, та побоюючись торпедної атаки британських есмінців, німці збільшили швидкість і о 06:15 вийшли з бою. Гюнтер Лют'єнс, оцінивши пошкодження своїх лінкорів та помилково вважаючи, що противник переважає його ескадру за сумарною вогневою потужністю, вирішив відірватися від британців й припинити зіткнення, вирушивши у західному напрямку до Північного Льодовитого океану, відводячи кораблі ворога від норвезького узбережжя. Вільям Вітворт, маючи пошкоджений протиторпедний блістер на «Рінауні» та виниклі проблеми із комплексом ведення стрільби через шторм, був змушений перервати пошук.
Загалом за час бою британський лінійний крейсер «Рінаун» здійснив 230 пострілів з 381-мм гармат та 1065 — з гармат 102-мм калібру, тоді як «Шарнгорст» вистрілив 182 283-мм снаряди, а «Гнейзенау» вдалося випустити лише 54 снаряди цього калібру.

### Наслідки
Незважаючи на те, що Королівський військово-морський флот здобув незначну тактичну перемогу над Крігсмаріне, німці вважали своїм стратегічним успіхом те, що оперативна група віцеадмірала Вітворта затрималася на досить значний проміжок часу, щоб втрутитися у висадку вермахту в Нарвіку. Після закінчення швидкоплинного бою британська ескадра продовжувала шукати кораблі Третього Рейху, а німецькому десанту практично безперешкодно, витративши сили лише на придушення норвезької берегової оборони та знищення на своєму шляху двох кораблів прибережної охорони Королівського флоту Норвегії, вдалося висадитися у Нарвіку. 11 квітня німецькі лінкори з'єдналися з крейсером «Адмірал Гіппер» поблизу Тронгейма, звідкіля вони разом повернулися до Німеччини, діставшись 12 квітня до Вільгельмсгавена, де пошкодження зазнані у битві та через штормову погоду на «Шарнгорст» та «Гнейзенау» були відремонтовані.